# The Age of the Understatement (lied)
The Age of Understatement is een nummer van de Britse supergroep The Last Shadow Puppets uit 2008. Het is de eerste single van hun gelijknamige debuutalbum.
Het nummer, waarvan de bijbehorende videoclip werd opgenomen in Moskou, werd in een aantal landen een bescheiden hit. Zo bereikte het de 6e positie in het Verenigd Koninkrijk. De Nederlandse Top 40 bereikte het nummer niet, wel kwam het terecht op een 97e positie in de Single Top 100. Desondanks geniet het nummer wel bekendheid in Nederland. In Vlaanderen kwam het tot de 2e positie in de Tipparade.